# Carmenta erici
Carmenta erici is een vlinder uit de familie wespvlinders (Sesiidae), onderfamilie Sesiinae.
Carmenta erici is voor het eerst wetenschappelijk beschreven door Eichlin in 1992. De soort komt voor in het Neotropisch gebied.